# Great Bend, Pennsylvania
Great Bend är en ort av typen borough i Susquehanna County i den amerikanska delstaten Pennsylvania med en yta av 0,7 km² och en folkmängd, som uppgår till 700 invånare (2000). 13,7% av invånarna levde under fattigdomsgränsen enligt folkräkningen år 2000.